# Виана Фильо, Рикардо
Рикардо Виана Фильо (порт.-браз. Ricardo Viana Filho; родился 23 апреля 2001 года, Сан-Паулу), более известный как Рикарди́ньо (порт.-браз. Ricardinho) — бразильский футболист, нападающий чешского клуба «Виктория», выступающий на правах аренды за казахстанский «Кайрат».

## Биография
Рикардиньо — уроженец Сан-Паулу, города на юго-востоке Бразилии, столицы одноимённого штата. Воспитанник одноимённого клуба. В 2020 году перешёл в Гремио. Дебютировал за команду 4 марта 2021 года в поединке Лиги Гаушу против Пелотаса. Всего в чемпионате штата сыграл 10 игр, отметился 4 мячами (дебютный — в поединке против «Айморе»). Помог команде выиграть золотые медали.
30 мая 2021 года Рикардиньо дебютировал в составе «Гремио» в поединке бразильской Серии А против «Сеары». Он вышел на поле в стартовом составе и отметился забитым голом на 49-й минуте, однако это не помогло «Гремио» выиграть. Команда уступила встречу со счётом 2:3.

## Семья
Имеет двух сестёр. Отец футболиста был капралом военной полиции Сан-Паулу, умер в 2021 году от COVID-19. Также от коронавируса умер дедушка футболиста.

## Достижения
- Чемпион Лиги Гаушу: 2021